# 沙岭子站
沙岭子站是京包铁路（原京张铁路）上的一个小火车站，位于河北省张家口市桥西区沙岭子镇境内，邻近张家口市主城区。